# Hluhe, Tomakivka
Hluhe (în ucraineană Глухе) este un sat în comuna Vîvodove din raionul Tomakivka, regiunea Dnipropetrovsk, Ucraina.

## Demografie
Componența lingvistică a localității Hluhe
     Ucraineană (94,79%)
     Rusă (5,21%)
Conform recensământului din 2001, majoritatea populației localității Hluhe era vorbitoare de ucraineană (94,79%), existând în minoritate și vorbitori de rusă (5,21%).